# Фиона Епл
Фиона Епл Макафи Магарт (енгл. Fiona Apple McAfee-Maggart, Њујорк, 13. септембар 1977) америчка је певачица, ауторка песама и пијаниста. За рад на пољу музике вишеструко је награђивана, освојила је Греми награду и додатних шест номинација за Греми у различитим категоријама.
Ћерка је америчког глумца и сликара Брендона Магарта, одрасла је у Њујорку и Лос Анђелесу. Почела је да компонује песме када је имала осам година. Први студијски албум под називом  објавила је када је имала седамнаест година и добила Греми награду у категорији „Најбољи женски рок перформанс”, за сингл Criminal. Након тога објавила је албум When the Pawn... 1999. године, који је био комерцијално успешан, добио позитивне критике и додељен му је платинасти сертификат од стране Америчког удружења дискографских кућа. Трећи албум под називом  објавила је 2005. године, додељен му је златни сертификат од стране Америчког удружења дискографских кућа и номинован је за Греми награду у категорији за „Најбољи поп вокални албум”. Године 2012. објавила је четврти студијски албум под називом The Idler Wheel... који је добио позитивне критике, након њега Фиона је имала турнеју у Сједињеним Државама, а албум је номинован за Греми награду у категорији „Најбољи албум алтернативне музике” 2013. године.
Фиона је укупно продала 10 милина албума широм света, добила велики број номинација и награда за музику, укључујући Греми награду, две МТВ Видео музичке награде и Билборд музичку награду.

## Биографија
Рођена је 13. септембра 1977. године у Њујорку, а одрасла на Менхетну. Ћерка је певачица Диане и глумца Брендона Макафија, који су се упознали током одржавања бродвејске представе Аплауз, где су обоје глумили. Фионин отац је из Тенесија и преко њега она има меладжден порекло. Њени баба и деда по мајци су плесачица Билсент Грин и вокалиста Џони Макафи. Фионина сестра је такође музичарка, а пева под сценским именом Мауд Магарт, а глумац Гарет Магарт је њен полубрат. Део детињства Фиона је провела у градској четврти Њујорка, Харлему са мајком и сестром, а лето је проводила са оцем у Лос Анђелесу. У раној младости почела је да свира клавир, а прве песме да компонује када је имала осам година. Касније је почела да свира стандардне џез композиције, кроз које је открила Елу Фицџералд и Били Холидеја, који су доста утицали на њену музику. Када је имала дванаест година силована је у Харлему, а након тога имала је поремећај у исхрани. Након инцидента имала је нападе панике док се враћала из школе, што је довело до њеног пресељења у Лос Анђелес, на једну годину код оца.
Фиона је веганка, а када је одрасла борила се против опсесивно-компулзивног поремећаја и имала проблем са алкохолизмом. Такође се борила са депресијом, самоповрерђивањем, посттрауматским стресним поремећајем и проблемима поверења у мушкарце, посебно након силовања. На Фиону је у великој мери утицао раскид са првим дечком, што је била основна тема за издање њеног првог студијског албума. Крајем деведесетих година у медијима је повезивана са илузионистом и уметником Дејвидом Блејном, а након тога са писцем и редитељем Паулом Томасом Андерсоном током двехиљдитих, као и са редитељем Џонатаном Амесом, од средине до краја двехиљадитих година. Фиона је изјавила да је са свим бившим партнерима остала у пријатељским односима. У интервјуу из 2012. објавила је да је кратко била у браку са једним француским фотографом.
Дана 19. септембра 2012. године Фиона је ухапшена у Сијера Бланки, Тексас због поседована хашиша и једно време је провела у затвору округа Хадспет. У јуну 2019. године Фиона се обавезала да ће две године донирати зараду од своје песме Criminal фонду While They Wait који прикупља финансијску помоћ за имигранте, пружа им азил и правне услуге. Тренуно живи у Лос Анђелесу.

## Каријера

### 1994—1998: Почетак каријере и објављивање првих албума
Професионалну музичку каријеру Фиона је започела 1994. године, када је своју демо касету са песмама Never Is a Promise, Not One of Those Times и He Takes a Taxi поклонила пријатељици која је чувала дете музичкој публицисткињи Катрин Шенкер. Шенкерова је након тога проследила касету извршном директору Сони мјузика, Ендију Слатеру. Фионина сналажљивост и музичке способности привукле су његову пажњу и она је добила уговор са издавачком кућом Сони мјузик. Дана 23. јула 1996. године Фиона је објавила први студијски албум под називом Tidal за Ворк и Коламбију рекордс. Албум је продат у 2 милиона примерака и додељен му је троструки платинасти сертификат у Сједињеним Државама. Трећи албумски сингл, Criminal био је међу честридесет синглова листе Билборд хот 100. Песма је на Греми наградама победила у категорији за „Најбољу рок песму”, на Ви-Ејч ван каналу нашла се на листи „100 најбољих песама деведесетих” и на седамдесет и првом месту листе „500 најбољих песама од када сте рођени”, магазина Блендер. На албуму Tidal налази се десет песама, укључујући шест синглова. До јула 2016. године албум је продат у 2,9 милиона примерака у Сједињеним Државама. За албумски сингл Sleep to Dream Фиона је добила МТВ Видео награду за најбољег новог извођача, на МТВ додели награда 1997. године. Магазини Њујоркер и ЊУрок критиковали су говор Фионе на додели МТВ награда. Током овог периода Фиона је обрадила песме Across the Universe од Битлса и Please Send Me Someone to Love Персија Мајфилда, као саундтрек за филм Плезентвил. Фиона је касније отказала двадесет и први концерт на турнеји, због породичних проблема, где је требала да промовише албум.
Други студијски албум под називом When the Pawn... Фиона је објавила 9. новембра 1999. године. Пуно име албума гласи  и он је био у Гинисовој књизи рекорда од објављивања до 2007. године, за најдуже име неког музичког албума. Албум је добио позитивне критике у Њујорк тајмсу и часопису Ролинг стоун. Није био много комерцијално успешан, али му је додељен платинасти сертификат од стране Америчког удружења дискографских кућа и продат је у милион примерака у Сједињеним Државама. Водећи албумски сингл Fast as You Can био је међу двадесет песама на Билбордовој листи Модерних рок песмама и постао Фионин први сингл који се нашао међу четрдесет најбољих у Уједињеном Краљевству. За песме Paper Bag и Limp објављени су видео спотови. На албуму се налази десет песама, а поред америчке, пласирао се и на листе у Аустралији и Великој Британији. У Јапану и Сједињеним Државама албуму је додељен златни сертификат.

### 2002—2010: Објављивање трећег албума и наставак каријере
Током паузе од музике, Фиона је размишљала да се престане заувек са певањем. У том периоду није снимала песме, са Џони Кешом обрадила је песму Bridge over Troubled Water дуа Сајмон и Гарфанкел, она се нашла на албуму American IV: The Man Comes Around и номинована је за Греми награду у категорији „Најбоља кантри сарадња”. Такође је сарађивала са Кешом на песми Father and Son Кета Стивенса, која је објављена на албуму Unearthed из 2003. године. Трећи студијски албум Фионе под називом Extraordinary Machine продуцирао је Џон Брион. У пролеће 2002. године Фиона и њен дугогодишњи пријатељ и продуцент Џон су се састали поводом објављивања још једног албума, а он је на њен наговор прешао на етикету Епик рекордс. Снимања на раду албума започета су 2002. године у студијима у Нешвилу, Тенесију, а касније и у Лос Анђелесу. Радови на албуму су трајали до 2003. године, а у мају исте године он је достављен директорима компаније Сони мјузик. Током 2004. и 2005. године нумере су се нашле на интернету и пуштале на америчким међународним радио страницама, а након тога на интернет постављен је цео албум у MP3 формату. Иако је веб-сајт који је објавио албум убрзо затворен, велики број обожаватеља су преузели песме са Фиониног новог албума. Мајк Елизондо који је био инструменталиста на другом студијском албуму Фионе, позван је да ради као копродуцент албума . Албум је објављен 3. октобра 2005. године, арт поп је жанра, а на њему се налази двадесет и три песме, укључујући и синглове O' Sailor, Parting Gift, Not About Love и Get Him Back. Песме са албума нису успеле да се пласирају на музичке листе, али је албуму додељен златни сертификат од стране Америчког удружења дискографских кућа. Крајем 2005. године Фиона је имала музичку турнеју како би промовисала албум.
У јуну 2006. године Фиона је учествовала на комичној песми Come Over and Get It (Up in 'Dem Guts) стендап комичара Зака Галифанакиса. Галифанакис се пре тога појавио у музичком споту за Фионину песму Not About Love. Певачица је након тога снимила обраду песме Sally's Song која је била саундтрек за филм Тим Бертона Ноћна мора пре Божића. У мају 2006. године Фиона је учествовала на серији концерата коју је организовао канал Ви-Ејч ван, у част Елвиса Костеља и отпевала његову песму , која је објављена као дигитални сингл. Фиона је након тога имала турнеју по Источној обали Сједињених Држава, у августу 2007. године заједно са Никелом Криком. Године 2008. снимила је дует Still I са Кристоф Делај. У августу 2009. године обрадила је песме Why Try to Change Me Now, I Walk A Little Faster и The Best Is Yet to Come музичара Саја Колмана. У јануару 2010. године Фиона и Џон Брион наступили су заједно на добротворном концерту Love and Haiti, Too: A Music Benefit, како би се скупио новац за угрожене људе након земљотреса на Хаитима. Фиона је отпевала обраду песме (S)he's Funny That Way коју је компоновао Нил Морет, а у оригиналу је изводи Били Холидеј. У јуну 2010. године објавила је песму So Sleepy коју је продуцирао Џон Брион, а написала непрофитна организација 826LA. Песма се нашла на компилацијском албуму Chickens in Love. Фиона је сарађивала и са Маргарет Чо, на њеном албуму Cho Dependent који је објављен 24. августа 2010. године.

### 2011—данас: Нови албуми и синглови и пробој до једне од најквалитетнијих музичарки данашњице
Крајем 2010. године магазин Билборд објавио је чланак у којем се наводи да Фиона планира да изда нови албум на пролеће 2011. године, а музичар Мишел Бранш потврдио је да је чуо неке од нових песама. Бубњар Чарли Драјтон је за магазин Modern Drummer изјавио да је он копродуцент новог Фиониног албума. Албум ипак није објављен на пролеће 2011. године, а Билборд је изјавио да Епик рекордс није био упућен у објављивање албума. Фиона је истакла да је одложила објављивање албума до 2012. године из разлога јер чека да њена издавачка кућа добије новог председника и да не жели да њен рад буде лоше обрађен услед копроративног нереда, а уједно је најавила и пролећну турнеју како би промовисала албум. Албум The Idler Wheel..., пуног назива The Idler Wheel Is Wiser Than the Driver of the Screw and Whipping Cords Will Serve You More Than Ropes Will Ever Do објављен је 18. јуна 2012. године у Сједињеним Државама, а арт поп је жанра. Албум је добио критичко признање, а према чланку у магазину Амерички текстописац, „The Idler Wheel... није увек тако леп, али пулсира животом, бруталним и истинитим текстовима”.
Након објављивања албума, Фиона је објавила до тада необјављену песму , која је била саундтрек филма Овако је са 40. Године 2014. Фиона је написала и отпевала песму Container за потребе ТВ серије Афера. Током 2014. Фиона се такође појавила на многим наступима певача Блејка Милса, укључујући оне у Њујорку и Кембриџу, Масачусетс, током његове промоције албума Heigh Ho. Први пут су јавно сарађивали на акустичној верзији Фионине песме I Know из 2013. године. Фиона је такође сарађивала са Ендру Бирдом, 2016. године на песми Left Handed Kisses која се нашла на његовом албуму Are You Serious. Године 2017. објавила је протестну песму Tiny Hands за Женски мартовски протест одржан у Вашингтону. Године 2018. заједно са Ширли Менсон учествовала је на женском фестивалу у Лос Анђелесу, где су извеле песму You Don't Own Me, коју у оригиналу изводи Лесли Гор.
У јануару 2019. године Фиона је сарађивала са певачицом Кинг Принцезом на песми "I Know коју је Принцеза снимила 1999. године, а нова верзија објављена је 25. јануара 2019. Фиона је на друштвеним мрежама у марту 2019. два пута наговестила да ради на снимању петог албума и како би он требало да буде објављен почетком 2020. године. Током 2019. гостовала је на саундтрек песми Echo in the Canyon са Џејкобом Диланом, за истоимени филм.
У априлу 2020. године Фиона избацује пети студијски албум под називом Fetch the Bolt Cutters. Укорењен у експериментисању, албум углавном садржи неконвенционалне удараљке. Иако се појављују конвенционални инструменти, попут клавира и бубњева, албум такође садржи истакнуту употребу предмета који нису музички пронађени као удараљке. Фиона је своју главну поруку идентификовала као: „Дохвати јебене секаче завртњева и извуци се из ситуације у којој се налазиш“. Наслов, цитат из ТВ серије The Fall, одражава ову идеју. Албум такође говори о сложеним односима са другим женама и другим личним искуствима, укључујући насиље, сексуално злостављање, психичким проблемима и љубавној вези и раскиду са манипулатором. Албум се може описати као експериментални, алтеративни, арт поп, инди поп, рок-џез, фолктроника албум, а има и трагова блуза. Ово је најхваљенији албум америчке кантауторке. Оцењен је највишим оценама на Metacritic, Rolling Stone, Pitchfork и осталим сајтовима и часописима. Описан је као тренутни класик и један је од најбољих албума 21. века. Албум је награђен на 63. додели Греми награда алтернативним албумом године, а водећи сингл "Shameika" је добио Греми за најбоље рок извођење.

## Албуми

### Студијски албуми
| Title                                                                               | Детаљи | Позиција | Позиција | Позиција | Позиција | Позиција | Позиција | Позиција | Позиција | Позиција | Позиција | Број проданих примерака | Сертификати                                                                                   |
| Title                                                                               | Детаљи | САД      | АУС      | БЕЛ      | КАН      | ФРА      | GER      | ЈАП      | НЗ       | ПОР      | УК       | Број проданих примерака | Сертификати                                                                                   |
| ----------------------------------------------------------------------------------- | --- | -------- | -------- | -------- | -------- | -------- | -------- | -------- | -------- | -------- | -------- | ----------------------- | --------------------------------------------------------------------------------------------- |
|                                                                                     | - Датум објављивања: 23. јул 1996.(САД) - Издавачка кућа: Коламбија рекордс, Ворк, Клин Слејт - Формат: компакт диск, ЛП, касета, мини-диск, дигитално преузимање | 15       | 43       | 48       | 35       | 21       | —        | —        | 22       | —        | —        | - САД: 2.900.000        | - Америчко удружење дискографских кућа: 3× платинасти - СНЕП: златни - МК: платинасти         |
|                                                                                     | - Датум објављивања: 9. новембар 1999. (САД) - Издавачка кућа: Епик рекордс, Клин Слејт - Формат: компакт диск, касета, мини-диск, дигитално преузимање           | 13       | 54       | —        | 6        | 32       | 66       | 39       | —        | —        | 46       | - САД: 922.000          | - Јапанско удружење музичке индустрије: златни - Америчко удружење дискографских кућа: златни |
|                                                                                     | - Датум објављивања: 4. октобар 2005. (САД) - Издавачка кућа: Епик рекордс, Клин Слејт - Формат: компакт диск, ЛП, дуал диск, дигитално преузимање                | 7        | 53       | —        | 29       | 61       | —        | 44       | —        | —        | —        | - САД: 1.000.000        | - Америчко удружење дискографских кућа: златни                                                |
|                                                                                     | - Датум објављивања: 19. јун 2012. (САД) - Издавачка кућа: Епик рекордс, Клин Слејт - Формат: компакт диск, ЛП, дигитално преузимање                              | 3        | 23       | 116      | 13       | 54       | 56       | 68       | 30       | 20       | 68       | - САД: 205.000          |                                                                                               |
|                                                                                     | - Датум објављивања: 17. април 2020. - Издавачка кућа:Епик рекордс, Клин Слејт, Јуниверзал мјузик - Формат:компакт диск, ЛП, дигитално преузимање                 | 4        | 13       | 26       | 10       | 97       | 20       | —        | 14       | 4        | 33       | • САД: 44.000           |                                                                                               |
| „—” означава издања која нису била на листама или нису била објављена у тој држави. | |          |          |          |          |          |          |          |          |          |          |                         |                                                                                               |

### Компилацијски албуми
| Назив | Детаљи |
| ----- | --- |
|       | - Датум објављивања: 14. фебруар 2006.(САД) - Издавачка кућа: Епик рекордс, Клин Слејт - Формат: дигитално преузимање |

### Колаборациони албуми
| Назив                            | Детаљи                                                                                                  |
| -------------------------------- | --- |
| Watkins Family Hour (са групом Watkins Family Hour) | - Датум објављивања: July 24, 2015 (САД) - Издавачка кућа: - Формат: компакт диск, дигитално преузимање |